# Paul Berg
Paul Berg (New York, 30 giugno 1926 – Stanford, 15 febbraio 2023) è stato un biochimico statunitense.

## Biografia
Ha organizzato nel 1975 la Conferenza d'Asilomar, attraverso la quale chiese una moratoria sulle manipolazioni genetiche, al fine di evitare che gli organismi geneticamente modificati (OGM) potessero disperdersi nell'ambiente.
Nel 1980 ricevette il Premio Nobel per la Chimica con Walter Gilbert e Frederick Sanger per il suo lavoro sugli acidi nucleici.
Utilizzò traccianti radioisotopici (isotopi del carbonio e dell'azoto) per studiare i prodotti intermedi del metabolismo, aiutando a comprendere come il cibo viene convertito in materiale cellulare. Descrisse la conversione di acido formico, formaldeide e metanolo in gruppi metilici della metionina. Fu anche uno dei primi a dimostrare il ruolo dell'acido folico e dei cofattori B12 nei processi menzionati.
Il 25 giugno 1996 è stato eletto membro della Pontificia Accademia delle Scienze.